# إبراهيم محمد بن سعيدان
إبراهيم بن محمد بن عبد الله بن سعيدان رجل أعمال سعودي من رواد تجار العقار في المملكة العربية السعودية ولد عام 1359 هـ (1940 –1941) في مدينة الرياض نشأ وترعرع في حريملاء إحدى محافظات منطقة الرياض.

## حياته المهنية
حصل عام 1374هـ (1954 – 1955م) على الشهادة الابتدائية من مدرسة الرياض الأهلية التي تبرع ببنائها أهالي مدينة الرياض احتفالا بقدوم عبد العزيز آل سعود ثم التحق بالمدرسة الصناعية حصل على الثانوية العامة ودبلوم الإدارة المتوسطة والإدارة المالية من معهد الإدارة العامة ودرس اللغة الإنجليزية في مدارس بيرليتز الدولية وعمل موظفا في وزارة المعارف (وزارة التعليم حاليا) عام 1376هـ. وتدرج بها حتى وصل إلى وظيفة سكرتير في مكتب وكيل الوزارة للشؤون التعليمية الأستاذ/ عبد الوهاب عبد الواسع المستشار في الديوان الملكي السعودي حالياً، وانتقل بعد ذلك إلى مصلحة الضمان الاجتماعي التابعة لوزارة العمل والشؤون الاجتماعية، ثم انتقل إلى رئاسة القضاء التي تحول بعد ذلك إلى وزارة العدل، واخيراً عمل في الامانة العامة لمجلس الوزارء في إدارة الشؤون المالية إلى ان استقال من العمل الحكومي بعد 18 عاماً وتفرغ للعمل الخاص وهو العقار ولخص خبرته في العقار في كتاب (حياتي في العقار) نشرته دار مدارك للنشر

- ساهم في تخطيط وتطوير عدد من أحياء مدينة الرياض السكنية خاصة في شمالها وأبرزها حي العليا 

## أهم الشركات التي يرأسها
- شركة أل سعيدان للعقارات [3] - رئيس مجلس إدارة
- شركة العليا العقارية [4] - رئيس مجلس إدارة
- شركة سرد للتطوير العقاري - رئيس مجلس إدارة
- الشركة العقارية التونسية السعودية تونس-مؤسس

## الأعمال الخيرية
- مؤسس وعضو مجلس إدارة عدد من الجمعيات الخيرية - مؤسسة محمد بن سعيدان وأولاده الخيرية[5]
- جامع بن سعيدان الذي افتتحه وزير الشؤون الإسلامية والأوقاف والدعوة والإرشاد الشيخ صالح بن عبد العزيز آل الشيخ بالمنطقة التجارية في حي المروج في الرياض [6]

## روابط خارجية
- الأشهر بين العقاريين في منطقة الرياض يستعد للاعتزال إبراهيم السعيدان: مهنتي لها أسرارها... ولن أكشفها
- ابن سعيدان" يكشف حكاية "أرض غرناطة" ويؤيد "تملُّك الأجانب"
- ابن سعيدان.. أكثر من 75 عامًا في خدمة السوق العقاري
- ابن سعيدان يوثق مسيرته في كتاب «حياتي في العقار»
- ابن سعيدان.. خطوات عقارية نحو العالمية
- إبراهيم بن محمد بن سعيدان: في ((حياتي في العقار))